# Sonny Stitt
Edward Stitt conegut com a Sonny Stitt (Boston, 2 de febrer de 1924 - Washington D. C., 22 de juliol de 1982) fou un músic estatunidenc de jazz, saxofonista tenor i alt; també tocava ocasionalment el baríton.
Va néixer en una família de tradició musical (el seu pare era professor de música i el seu germà concertista de clàssic), va rebre una sòlida formació estudiant piano, cant, clarinet i saxo, i debutà professionalment amb aquest últim instrument a principis dels anys quaranta. Entre 1943 i 1945 treballà en la formació de Tiny Bradsham i en una gira tingué l'oportunitat de conèixer i tocar al costat de Miles Davis i Charlie Parker. El 1945, després de treballar en l'orquestra Eckstine, es traslladà a Nova York per tocar i gravar amb Dizzy Gillespie, els Bo-Bop-Boys, Kenny Clarke i Bud Powell, en un programa de Ràdio City.
El 1942 realitzà per a la firma Savoy Records, les seves primeres gravacions amb el seu nom, entre les quals destaquen Fool's fancy i Ray's idea. A finals de la dècada dels quaranta tingué de deixar els escenaris per a ingressar en un hospital degut a la seva drogoaddicció. entre 1950 i 1952 va emprendre les seves activitats professionals, a Nova York, tocant el saxo i formant un grup junt amb Gene Ammons. Durant aquest període realitzà nombroses gravacions per a diferents firmes discogràfiques (PS. Verve, Roost, Argo...), i a partir de 1956 participà en el Jazz at The Philarmonic, realitzant concerts arreu d'Europa.
El 1958 tocà i enregistrà amb Gillespie i Sonny Rollins i col·laborà amb Jimmy Jones, Bunky Green, Miles Davis i Zoot Sims, entre d'altres. durant l'època dels seixanta tocà a trio amb l'organista Don Patterson i el bateria Billy James, i el 1964 efectuà una gira pel Japó; més tard s'instal·là a Suècia. Entre 1971 i 1973 participà en els Giants of Jazz amb Gilliespi, Thelonius Monk, Art Blakey, Kai Winding i Al McKibbon, amb els que va fer la volta al món.
Entre la seva extensa discografia cal destacar:
- All God's childrengot rhythm (1946);
- I Love you, This can't be love (saxo baríton, 1951);
- My buddy (1975);
- Out of nowhere (1982).